# 酸化タングステン(IV)
酸化タングステン(IV)（さんかタングステン、tungsten(IV) oxide）は、化学式が WO2 の無機化合物である。青銅色の固体で、結晶は単斜晶系である。短い W-W 結合 (248 pm) を持つ八面体配位の WO6 を中心とした歪んだルチル型の構造をとる。それぞれのW中心は d 2 の電子配置をとるため、大きな電気伝導性を持つ。

## 合成
900°Cで40時間かけて酸化タングステン(VI)をタングステン粉末で還元することによって合成する。この反応は中間体として部分的に還元され、混合原子価状態の W18O49 を経て進行する。モリブデン類縁体である酸化モリブデン(IV) MoO2 も同様に合成される。
{\displaystyle {\ce {2 WO3\ + W -> 3 WO2}}}
単結晶は、ヨウ素を使った化学輸送法によって得られる。ヨウ素は揮発性の WO2I2 の形で WO2 を輸送する
。